# Lourojina
Louroujina / Akıncılar es un pueblo situado en el distrito de Nicosia, Chipre, a cinco kilómetros al sureste de Dalí y directamente al norte de Lymbia.
Louroujina fue uno de los mayores pueblos turcochipriotas de Chipre antes de la división de la isla.
El origen del nombre es desconocido. Se trataría de "la regina", vocablo latino para la reina. En 1958, los turcochipriotas aprobaron Akıncılar como su nombre alternativo. Akıncılar literalmente significa "invasores otomanos" en turco.

## Conflicto Intercomunal
El pueblo era mixto hasta la década de 1950, pero los chipriotas turcos (musulmanes) siempre constituían la mayoría. En el censo otomano de 1831, la población musulmana era de casi el 81% (TC 104 GC 25). En 1891 este porcentaje aumentó a 88% (621 y 87). A lo largo del período británico, la población turcochipriota siguió aumentando, mientras que el porcentaje grecochipriota bajó. En 1960, sólo había tres chipriotas griegos que quedan en el pueblo (TC 1547).
El primer desplazamiento relacionado con el conflicto se produjo cuando los grecochipriotas huyeron de la aldea en la década de 1950 como resultado de las tensiones entre las comunidades. Aunque no hubo desplazados de la aldea durante la lucha intercomunal de la década de 1960, el pueblo se convirtió en un centro de acogida para los turcochipriotas desplazados. Se registraron casi 1000 turcochipriotas desplazados en el pueblo en 1971; para el mismo año también se estimó que la población de la aldea en 2800.
La mayoría de las personas desplazadas provenían de pueblos cercanos como Potamia / Dereli, Piroyi / Gaziler, Nisou / Dizdarköy, Dali y Agios Sozomenos / Arpalık. Además, en los primeros meses de 1964, pobladores de Petrophani / Esendağ también buscaron refugio en la aldea por un corto tiempo, regresando más tarde a sus hogares.
Después de la división de la isla en 1974, cuando la mayor parte de las tierras fértiles del pueblo terminaron en la zona de amortiguamiento o al sur de la Línea Verde, la mayoría de sus habitantes y las familias desplazadas de la década de 1960 se trasladaron a pueblos grecochichipriotas vacíos en el norte.
Simultáneamente, turcochipriotas de Louroujina optaron por trasladarse a la localidad de Lysi / Akdoğan. Los que abandonaron la localidad en la década del 60 lo hicieron mayormente a Argaki / Akçay,en el área de Morphou / Güzelyurt.
Es importante señalar que, a pesar de la insistencia de los dirigentes turcochipriotas, casi 300 pobladores turcochipriotas decidieron quedarse en el pueblo, que está rodeado por la zona de amortiguamiento (Buffer Zone) y puestos militares. El único acceso al pueblo es a través de un campo militar turca en Piroyi / Gaziler.

## Población Actual
Actualmente el pueblo está ocupado por los turcochipriotas que optaron por quedarse allí. El censo de 2006 puso la población de la aldea a 462.